# 파이브 가이즈
파이브 가이즈 엔터프라이즈 유한책임회사(영어: Five Guys Enterprises, LLC 파이브 가이스 엔터프라이즈[*])는 햄버거, 핫도그, 감자튀김을 주력으로 하는 미국의 다국적 패스트 푸드 체인점이다. 본사는 알렉산드리아 (버지니아주)에 있다.
최초의 파이브 가이즈 레스토랑은 1986년 알링턴군에 문을 열었다. 2001년까지는 워싱턴 D.C. 대도시권에 5개의 지점이 있었다. 2003년 초, 파이브 가이즈는 프랜차이즈 사업을 시작하며 급속한 확장을 시작했다. 1년 반 만에 300개가 넘는 프랜차이즈 지점의 허가가 팔렸다. 2016년 기준, 파이브 가이즈는 전 세계적으로 1,700개 이상의 지점을 운영하고 있으며 1,300개 지점이 개발 중이다. 2010년부터 2011년까지 매출이 32.8% 증가하여 미국에서 가장 빠르게 성장하는 패스트푸드 체인이었다.
2023년 5월 한화갤러리아의 자회사 에프지코리아를 통해 대한민국에 진출하였다.

## 역사
파이브 가이즈는 1986년 제이니 머렐과 제리 머렐 부부가 설립했다. 제리 머렐과 부부의 아들 짐, 맷, 채드, 벤이 원래의 "파이브 가이즈"였다. 머렐 부부는 2년 후 다섯 번째 아들 타일러를 낳았다. 오늘날 현재의 "파이브 가이즈"인 다섯 아들 모두 사업에 참여하고 있다. 맷과 짐은 미국 전역의 매장을 방문하고, 채드는 교육을 감독하며, 벤은 가맹점주를 선정하고, 타일러는 베이커리를 운영한다.
최초의 파이브 가이즈는 알링턴군의 웨스트몬트 쇼핑 센터에 있었다. 빵은 같은 센터의 브레너스 베이커리에서 구웠다. 이 지점은 문을 닫고, 알렉산드리아 (버지니아주)의 킹 스트리트와 노스 비어리가드 스트리트 교차로에 다른 지점을 열었으나, 이 지점은 2013년 9월 21일에 문을 닫았다.

파이브 가이즈 매장이 있는 국가 지도

올드 타운 알렉산드리아와 스프링필드 (버지니아주)에도 지점을 추가하여 2001년까지 5개의 지점을 열었다. 그들의 성공에 힘입어 머렐 부부는 다음 해에 그들의 콘셉트를 프랜차이즈화하기 위해 프랜차이즈 판매 조직인 프랑스마트와 계약했다. 은퇴 후 프랑스마트에서 일했던 전 미식축구 선수 마크 모즐리는 파이브 가이즈의 확장에 핵심적인 역할을 했으며, 프랑스마트와의 사업 관계를 종료한 후 회사의 프랜차이즈 개발 이사가 되었다. 2003년 초, 체인점은 프랜차이즈를 시작하여 전국적인 확장 시대를 열었으며, 이는 전국 레스토랑 무역 조직과 전국 언론의 주목을 받았다. 확장은 버지니아와 메릴랜드에서 시작되었고, 2004년 말까지 300개 이상의 지점이 북동부 지역에서 개발 중이었다. 다음 몇 년 동안, 이 체인점은 미국 전역과 캐나다로 빠르게 확장되어 2012년에는 1,000개 이상의 지점을 달성했다.
북미 이외의 첫 지점은 2013년 7월 4일 영국 런던 코번트가든의 롱 에이커에 문을 열었다. 이 체인점은 현재 영국에 170개 이상의 레스토랑을 보유하고 있다. 2023년에는 영국 진출 10주년을 기념했다.
파이브 가이즈는 중동에도 지점을 두고 있으며 유럽에서도 계속 확장 중이다. 2017년 말, 파이브 가이즈는 프랑크푸르트와 에센에 지점을 열며 독일에 첫 레스토랑을 오픈했다.
파이브 가이즈는 2023년 6월 26일 오전 11시, 카운트다운 외침과 함께 서울 강남에 한국 1호점을 개점했다. 2024년 현재 서울에 총 4개 지점이 있다.
파이브 가이즈 엔터프라이즈는 공동 소유이지만 통합 그룹에 속하지 않는 여러 계열사를 두고 있다. 파이브 가이즈 오퍼레이션스는 2012년에 설립되었고, 파이브 가이즈 홀딩스는 2007년에 설립되었다. 파이브 가이즈 푸드 UK 리미티드는 2013년 3월 12일에 설립되었다. FGE 인터내셔널, FGO 인터내셔널 BV, 그리고 FG 코오페라티프 U.A.는 암스테르담에 본사를 두고 있다. FGH 인터내셔널 C.V.는 버뮤다에 위치해 있다.
파이브 가이즈는 로턴 (버지니아주)에 39,900-제곱피트 (3,710 m2) 규모의 본사를 두고 있는데, 오코콴강과 포토맥강이 내려다보이는 곳에 위치하며 기업 브랜드 전달을 위해 특별히 설계되었다. 건축가에 따르면, "로비는 전형적인 파이브 가이즈 레스토랑처럼 빨간색과 흰색 타일, 높은 테이블, 코카콜라 프리스타일 머신, 그리고 상징적인 땅콩 상자로 꾸며져 있습니다." 2023년에는 본사를 알렉산드리아 (버지니아주)의 새로운 장소로 이전했다.
2020년 9월 24일, 서프사이드 비치 (사우스캐롤라이나주)에 드라이브스루 창문이 있는 첫 파이브 가이즈 매장이 문을 열었다. 가맹점주는 코로나19 범유행 안전 수칙에 따라 건물에 있던 이전 사업체로부터 이를 유지했다.
2021년 9월, 파이브 가이즈는 호주에 첫 매장을 열었다. 이 체인점은 또한 뉴질랜드로도 확장할 계획이다. 2022년 11월, 파이브 가이즈는 본사를 알렉산드리아 (버지니아주)의 칼라일 지역으로 이전한다고 발표했다.

## 메뉴

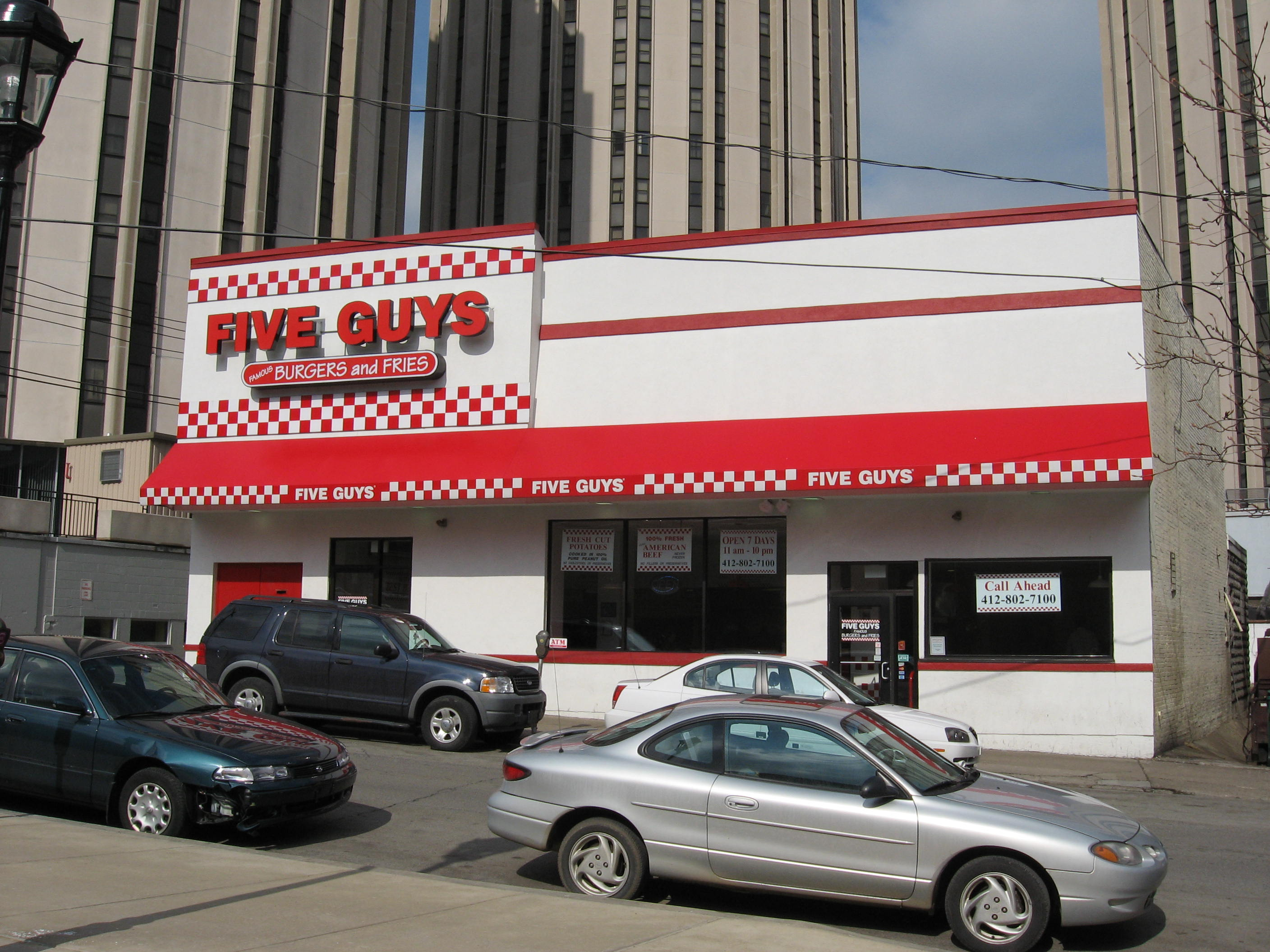
피츠버그 (펜실베이니아주)의 파이브 가이즈 레스토랑

파이브 가이즈 메뉴는 슬라이스 치즈 또는 사과나무 훈연 베이컨을 곁들인 햄버거, 코셔 스타일 핫도그(히브루 내셔널 쇠고기 프랑크 소시지), 그리고 구운 치즈 샌드위치, BLT 샌드위치 및 채소 샌드위치에 중점을 둔다. 파이브 가이즈는 일반 번보다 더 달고 "계란 맛이 나는" 번을 사용한다. 햄버거는 일반(패티 2개)과 리틀(패티 1개) 두 가지 크기로 제공된다. 고객은 15가지의 다양한 토핑 중에서 무료로 선택할 수 있다. 갓 썰어낸 감자튀김은 유일한 사이드 메뉴이며, "파이브 가이즈 스타일"로 소금만 뿌리거나 "케이준 스타일"로 양념을 추가하여 주문할 수 있다.
대부분의 지점에서 껍질째 볶은 땅콩이 무료로 제공되며, 땅콩 알레르기가 있는 잠재 고객에게 경고하는 표지판이 있다. 이러한 알레르겐 문제로 인해 고객은 땅콩을 매장 밖으로 가져갈 수 없다.
2014년부터는 전통적인 바닐라, 초콜릿, 딸기 맛 밀크셰이크도 판매하며, 오레오 쿠키부터 베이컨까지 고객이 선택한 최대 10가지 무료 토핑을 섞어 주문할 수도 있다.
파이브 가이즈는 커피 제공을 실험했지만 품질 문제로 중단했다. BLT 샌드위치와 베이컨, 달걀, 치즈 샌드위치와 같은 다른 아침 식사 메뉴와 마찬가지로 커피는 현재 파이브 가이즈의 공항 지점과 맥퍼슨 스퀘어역 근처 지점에서만 제공된다.

## 레스토랑

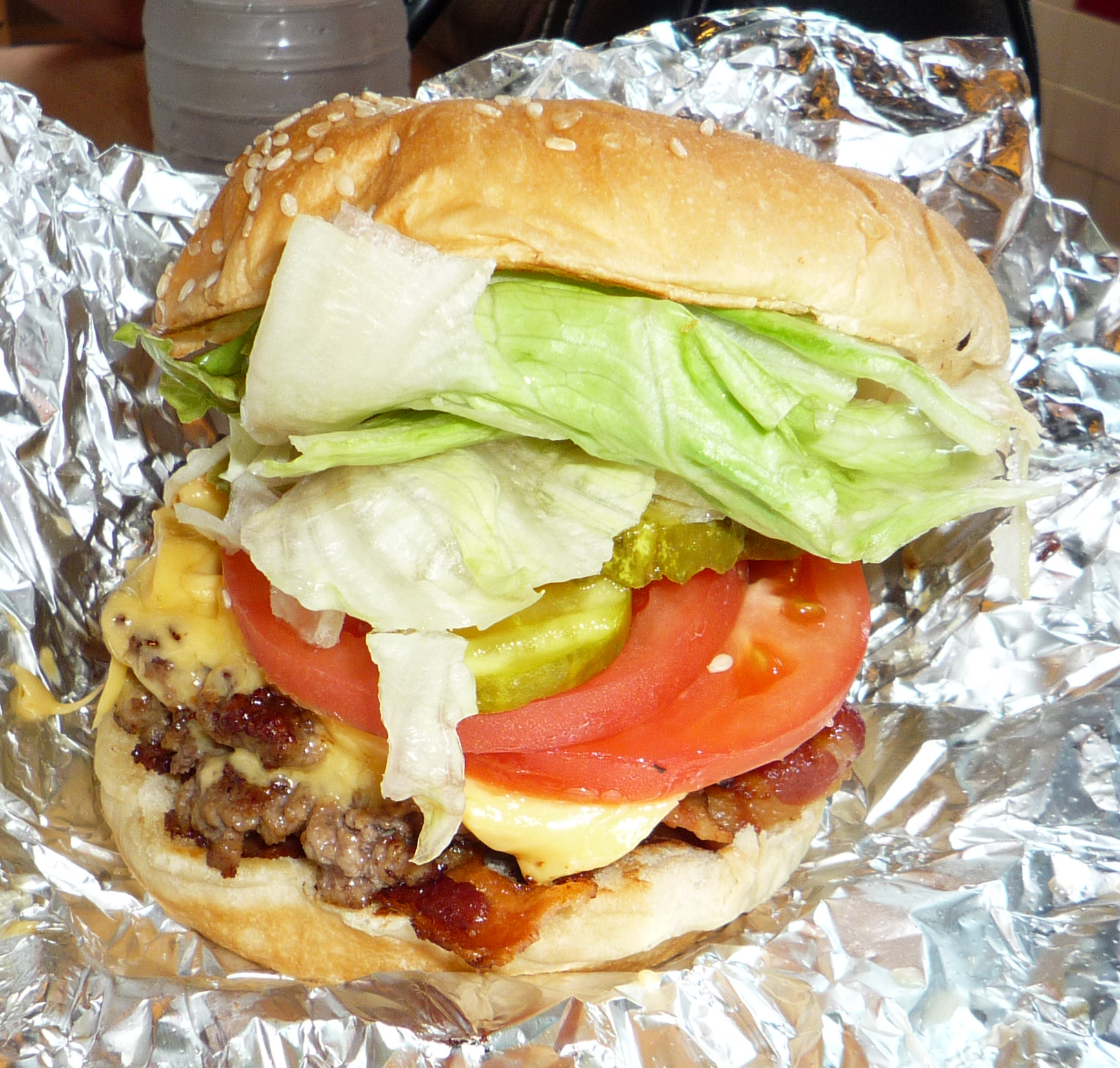
파이브 가이즈 베이컨 치즈버거

감자 봉투는 때때로 보관 공간 부족이나, 일부 프랜차이즈에서는 미적 이유로 고객 공간에 쌓여 있다. 레스토랑은 전체적으로 흰색과 빨간색 체크무늬 타일로 장식되어 있으며, 일반적으로 나무 테이블과 카운터 높이 좌석을 사용한다.

## 평가

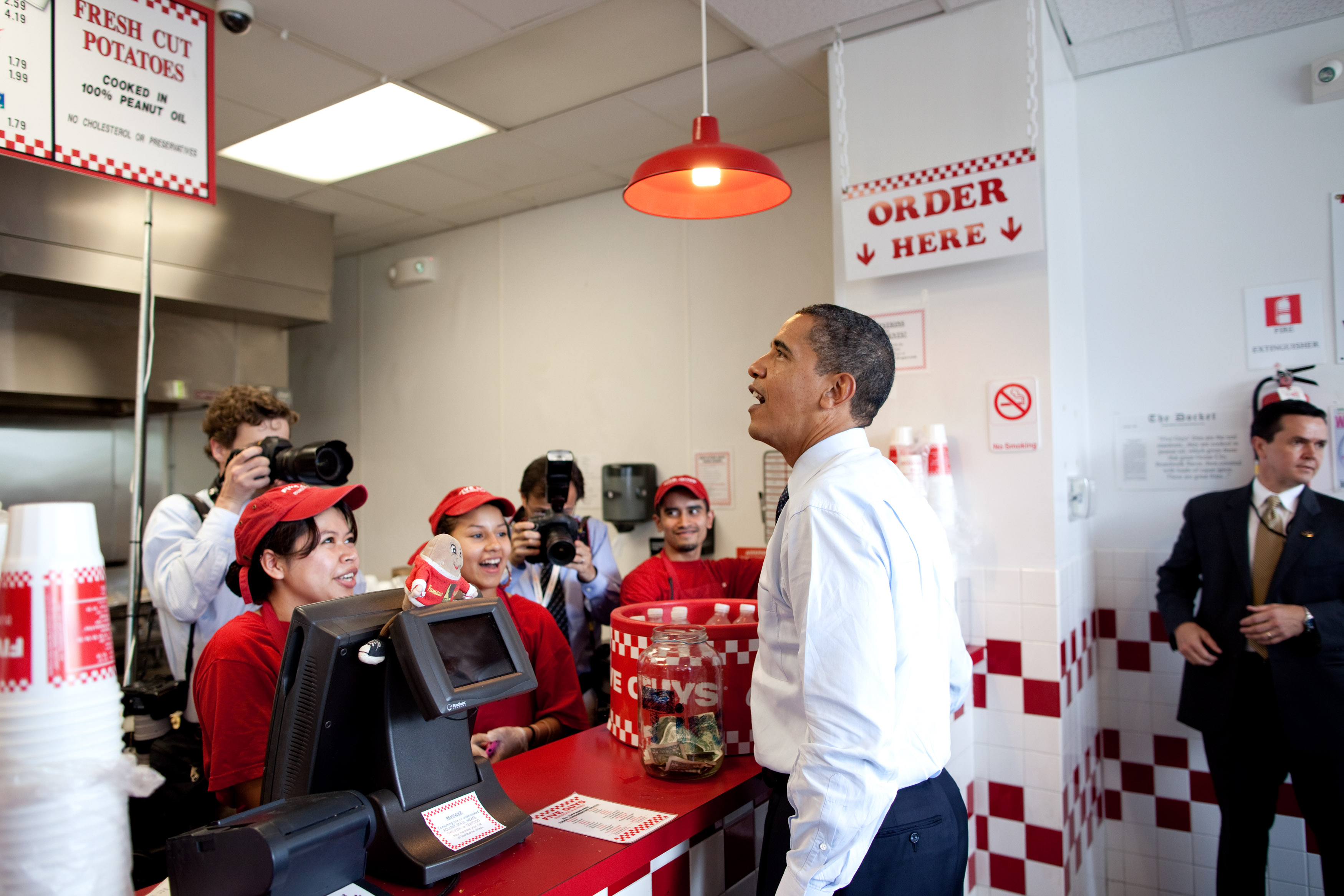
2009년 워싱턴 D.C. 파이브 가이즈에서 점심을 주문하는 버락 오바마.

버락 오바마 전 미국 대통령은 팬으로 알려져 있으며, 2011년 워싱턴 파이브 가이즈 지점에서 자신과 동료들을 위해 점심을 사주었다.
프랜차이즈화 이후 다른 도시에서도 상을 받았다. 이 체인점은 일종의 컬트적 추종과 놀라운 브랜드 충성도를 가지고 있다. 파이브 가이즈는 온라인에서 가장 많이 언급되는 버거 브랜드 중 하나로 평가받았다.
파이브 가이즈가 미국 서부 해안으로 계속 확장하면서, 일반적으로 유사한 다른 패스트푸드 체인인 인앤아웃 버거와 비교되기도 했다. 2011년 두 체인을 비교하며 로스앤젤레스 타임스는 파이브 가이즈의 메뉴 항목이 일반적으로 인앤아웃보다 비싸고, 인앤아웃이 유명한 드라이브스루가 없으며, 대부분 쇼핑몰 안에 있다고 언급했다. 신문은 여전히 파이브 가이즈가 제품 가격을 높이고, 더 큰 버거를 제공하며, 더 넓은 식당을 건설함으로써 패스트푸드보다 비싸지만 고급 레스토랑보다는 저렴한 중간 수준의 장소라는 최근 트렌드를 활용할 수 있다고 인정했다.

2011년, 파이브 가이즈는 자가트의 연례 패스트푸드 설문조사에서 "패스트푸드 – 대형 체인"과 "최고의 버거" 부문에서 1위를 차지했다. 2012년, 마켓 포스 인포메이션(Market Force Information, Inc.)은 7,600명의 패스트푸드 소비자를 대상으로 설문조사를 실시했으며, 파이브 가이즈는 음식 품질 및 맛, 서비스, 청결, 분위기에서 1위를 차지했다. 2016년, 파이브 가이즈는 마켓 포스 UK 설문조사에서 버거, 스테이크, 치킨 및 그릴 카테고리에서 1위를 차지했다.

## 갤러리

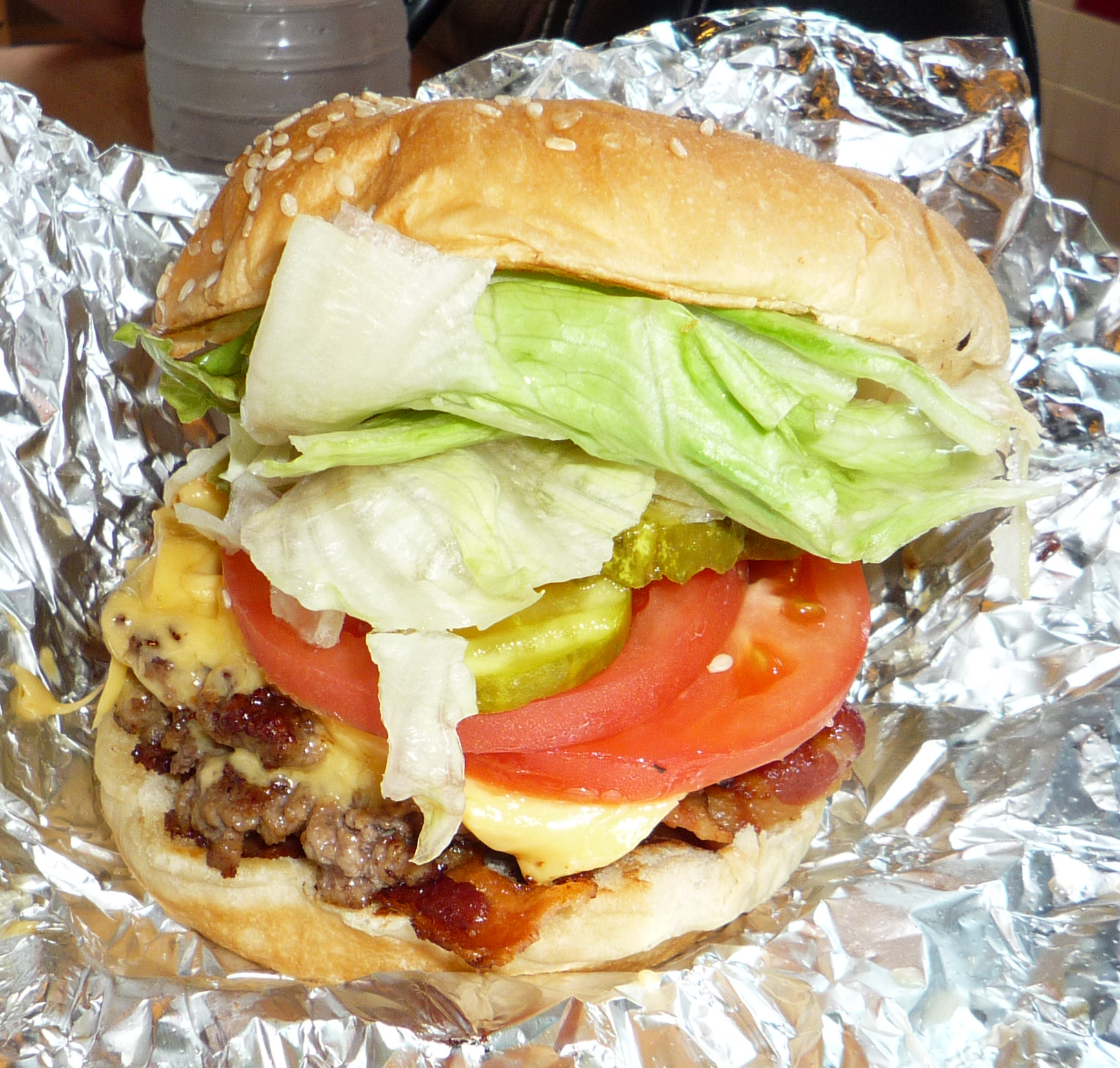
파이브 가이즈의 베이컨 치즈버거
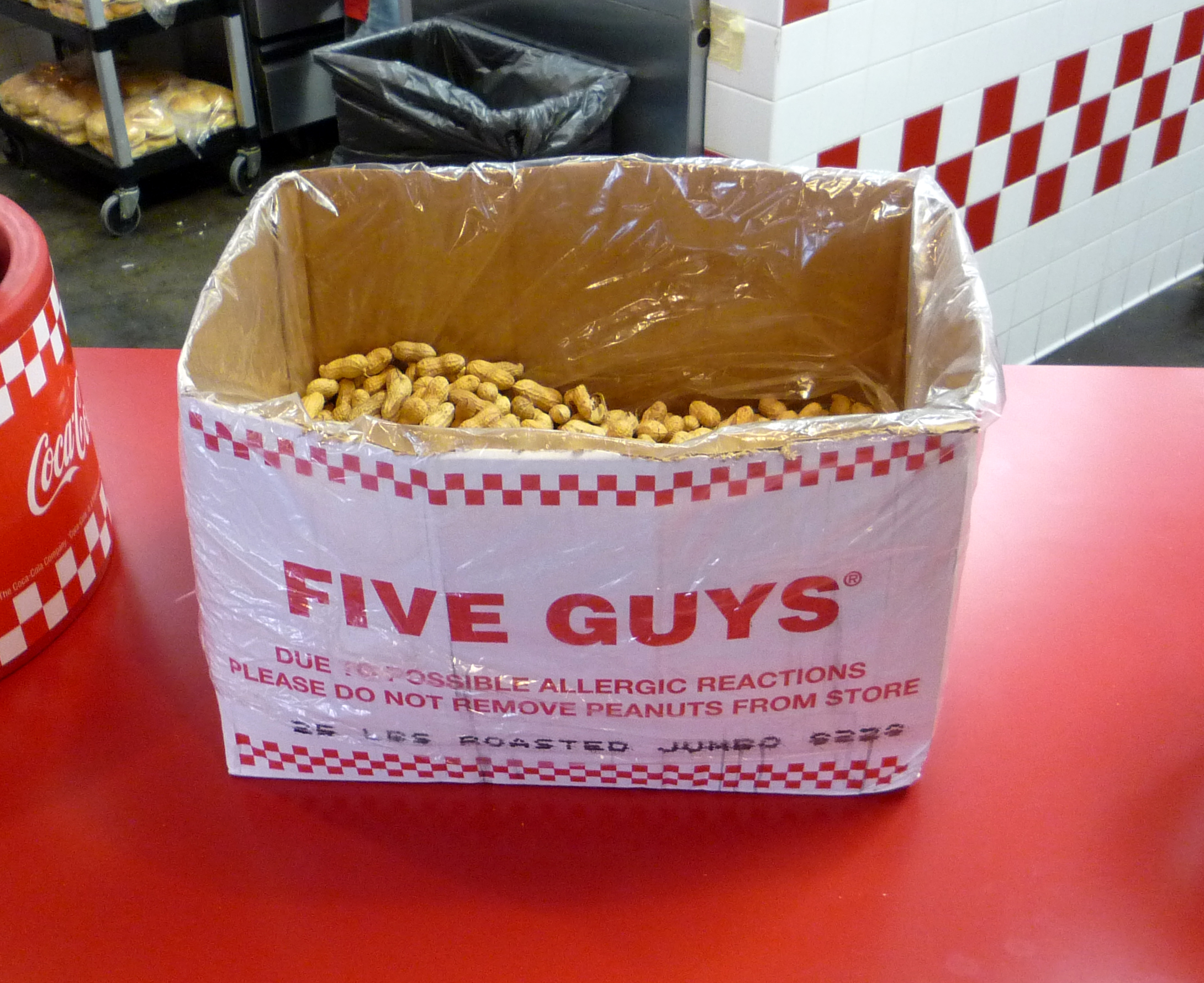
파이브 가이즈에서 무료로 제공되는 땅콩
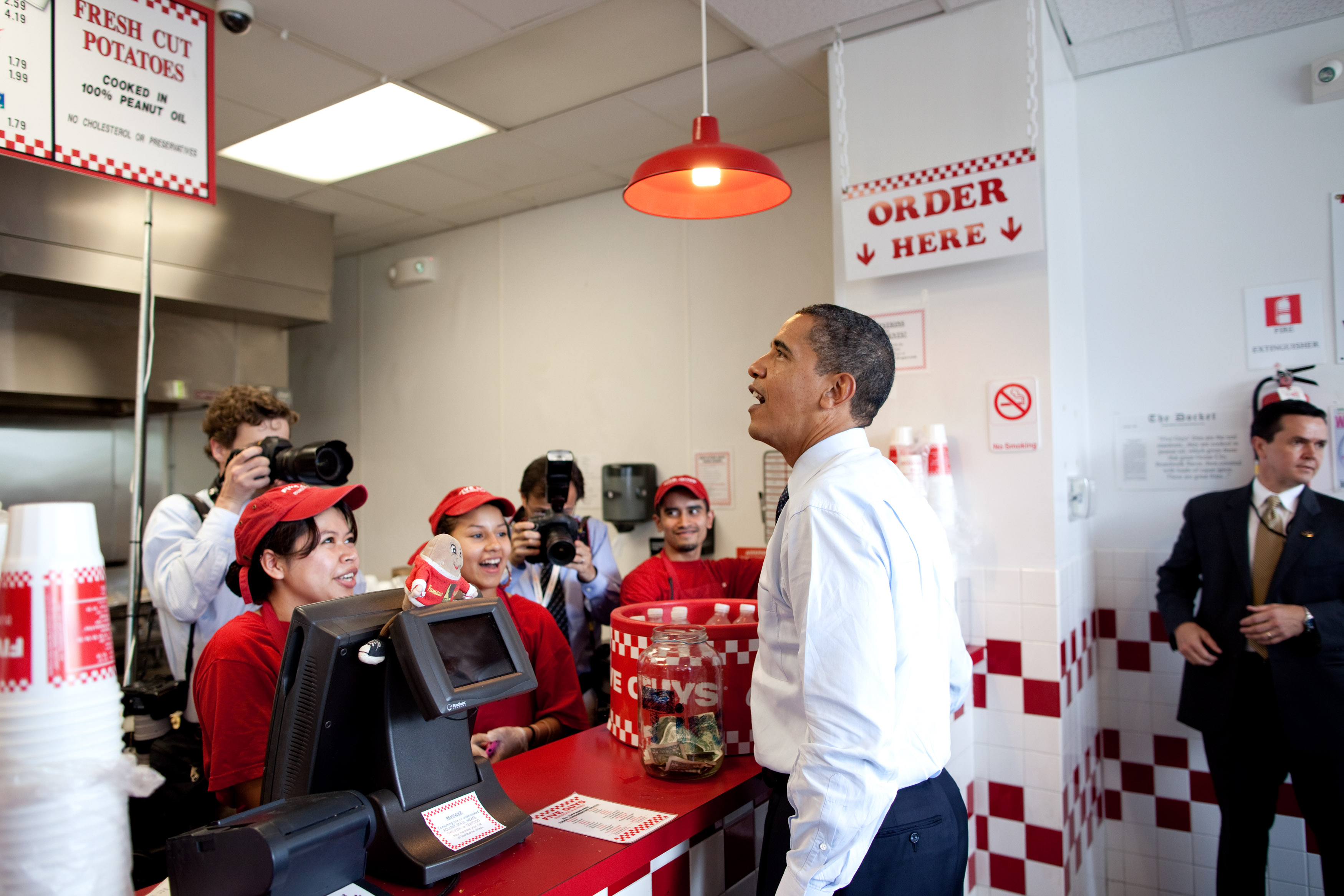
버락 오바마가 주문한 사진
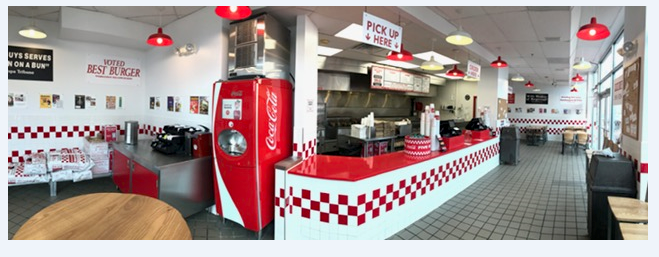
코카콜라 프리스타일

## 같이 보기
- 인앤아웃 버거 - 파이브 가이즈와 더불어 미국 3대 인기 버거프랜차이즈 중 하나이며, 서부 지역에만 있다. 연고지는 캘리포니아주다.
- 쉐이크쉑 - 파이브 가이즈와 더불어 미국 3대 인기 버거프랜차이즈 중 하나이다. 연고지 뉴욕을 중심으로 미국 내 여러 대도시에 매장이 있고, 대한민국을 포함하여 세계 몇몇 나라에 진출해 있다.